# Jean-Pierre Winter
Pour les articles homonymes, voir Winter.
Ne doit pas être confondu avec Pierre Winter ou Pedro Winter.
Jean-Pierre Winter, né à Paris le 28 avril 1951, est un psychanalyste et un écrivain français.

## Biographie
Jean-Pierre Winter naît en 1951 à Paris, de parents exilés hongrois et juifs, son père est originaire de Transylvanie, immigré plus tard à Budapest.
Il est cofondateur du « Mouvement du coût freudien ». Il enseigne la psychopathologie de l’enfant à l'université de Louvain la
Neuve et au collège des Études juives de l’Alliance israélite universelle (AIU). En 2019, Jean Pierre Winter devient membre de la Commission indépendante sur les abus sexuels dans l'Église (CIASE).

### Accusations d'«homophobie»
Les avis, prises de positions et propos (notamment ses réticences à la PMA, la filiation et à l'homoparentalité) de Jean-Pierre Winter sont considérés par certains militants comme homophobes,,,, signe d'« homophobie intériorisée », ou ayant « un a priori homophobe »  même par d'autres psychanalystes.

## Publications
- Les hommes politiques sur le divan, Calmann-Lévy, 1995
- Les errants de la chair. Études sur l'hystérie masculine, Calmann-Lévy, 1998 et Payot (poche) 2000, Prix Œdipe 1998
- Choisir la psychanalyse, Éditions de la Martinière, 2001, Points Seuil 2010
- Les images, les mots, le corps. Entretien avec Françoise Dolto, Gallimard, 2002
- Stupeur dans la Civilisation avec Valérie Marin La Meslée, Pauvert, 2002
- L’éthique de Job. Lectures psychanalytiques de la Bible, MAHJ, 2008
- Pourquoi ces chefs-d’œuvre sont-ils des chefs-d’œuvre, avec Alexandra Favre, La Martinière, 2009
- Homoparenté, Albin Michel, 2010
- Dieu, l'amour et la psychanalyse, Bayard, 2011
- Transmettre (ou pas), Albin Michel, 2012.
- Peut-on croire à l'amour? avec Nathalie Sarthou-Lajus, Le Passeur, 2015, essai Poche, 2019
- L'avenir du père: réinventer sa place? Albin Michel, 2019.

## Distinctions
- 2023 : chevalier de la Légion d'honneur[12].

## Pour approfondir